# Antonov An-72

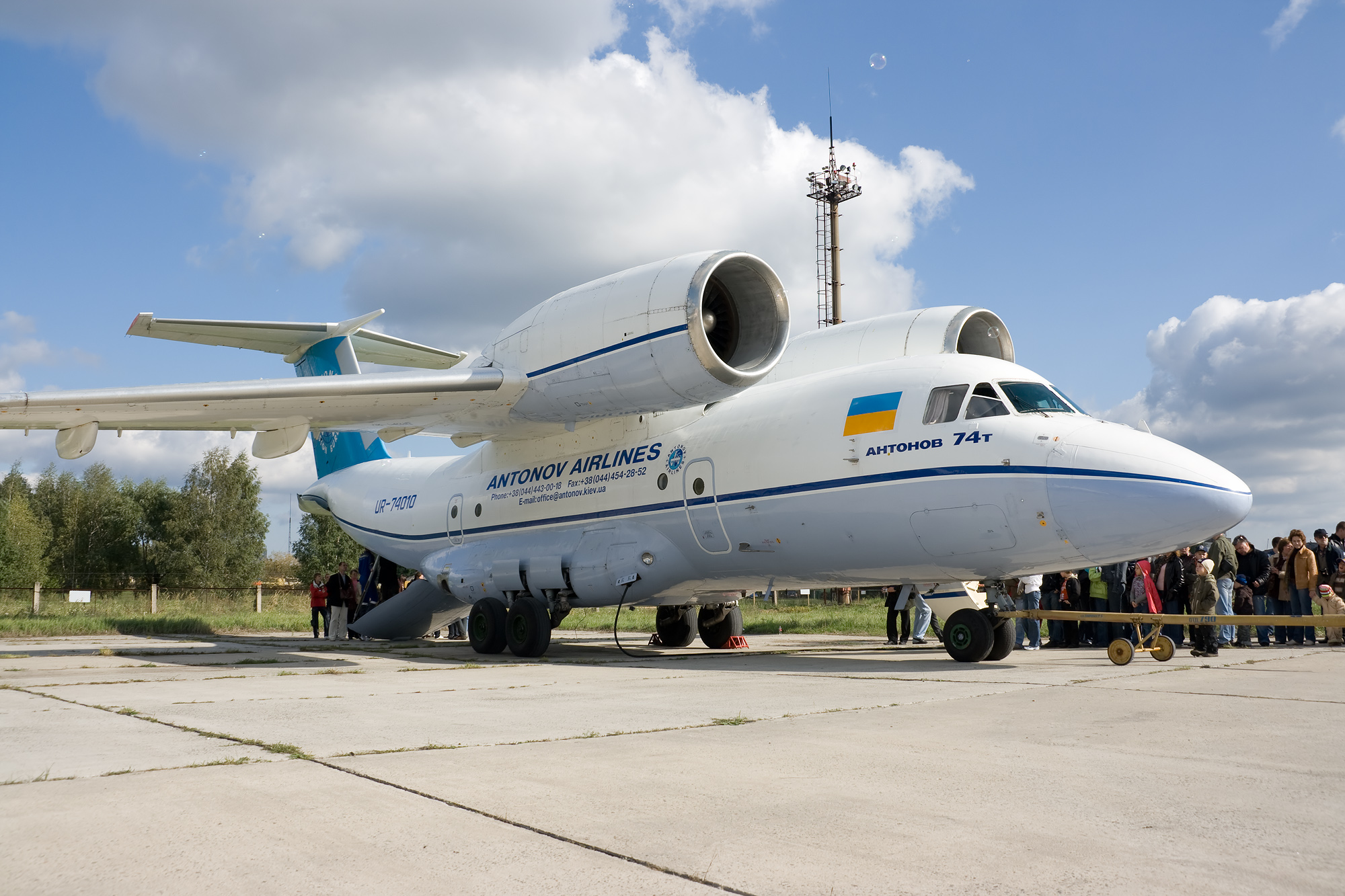
An-74 da Antonov Airlines no Aeroporto de Gostomel (Aeroporto da Antonov)

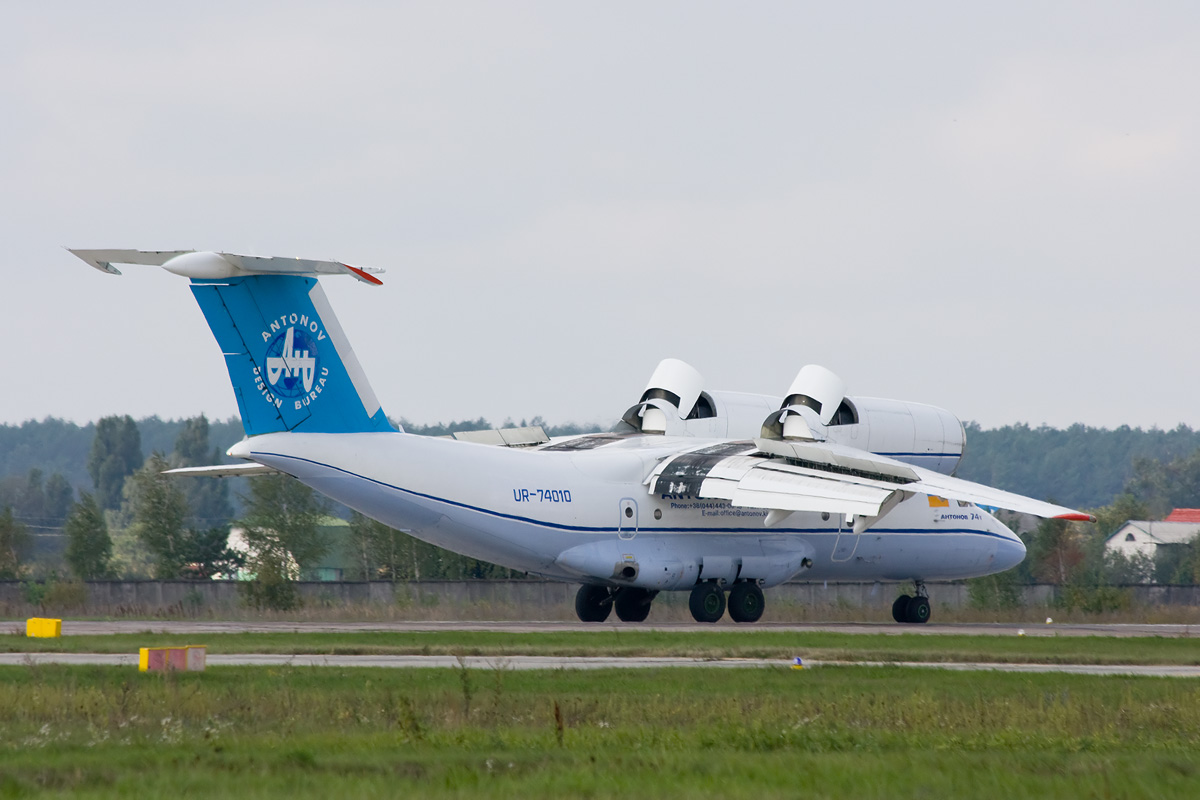
Desaceleração do An-74 no pouso utilizando os reversores

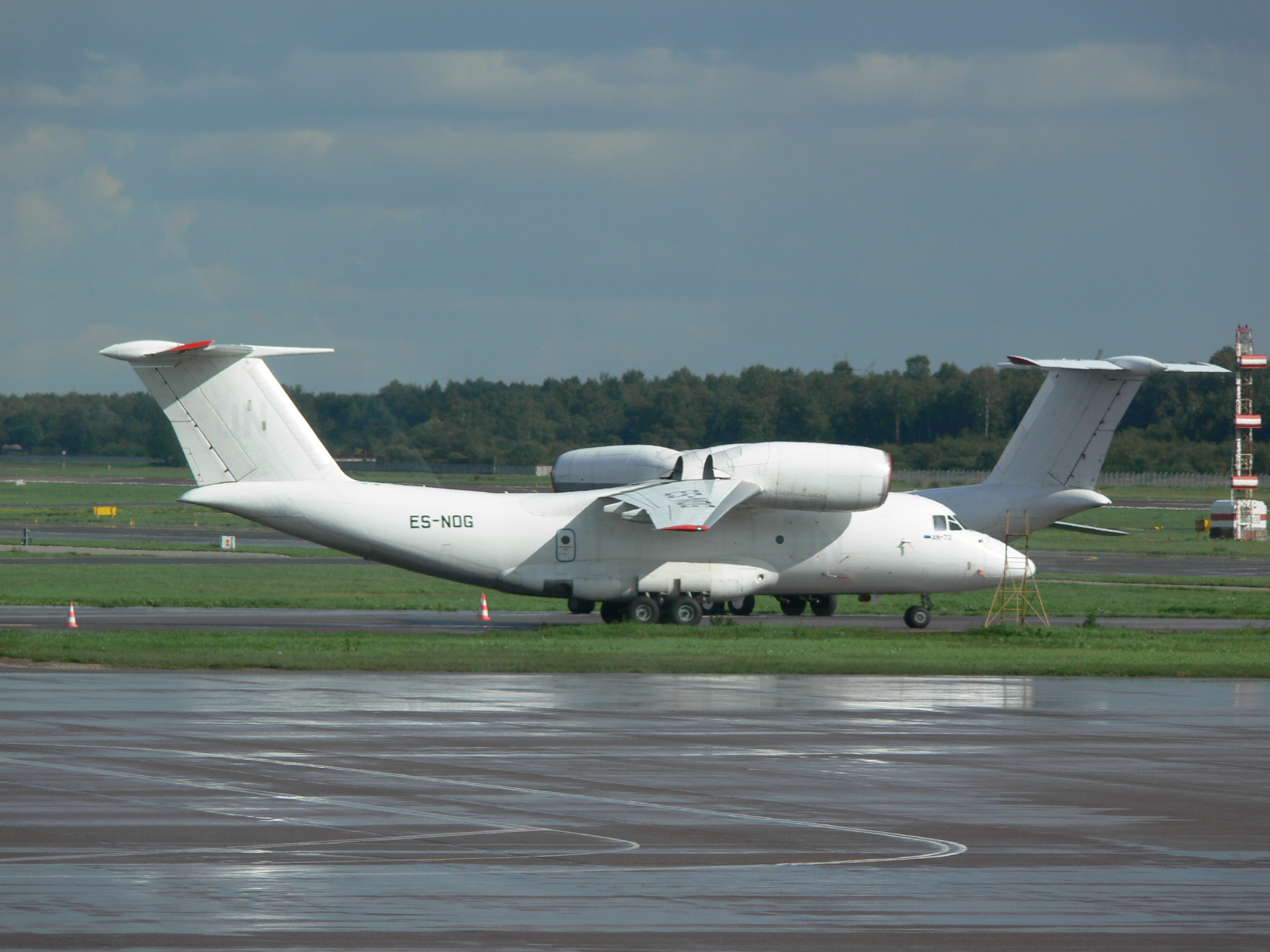
Dois An-72 no Aeroporto Lennart Meri Tallinn em 2006

O Antonov An-72 (nome pela OTAN Coaler) é uma aeronave de transporte de cargas desenvolvidos pela Antonov na antiga União Soviética. Ele foi designado como uma aeronave do tipo STOL (Short Takeoff and Landing - Pousos e Decolagens curtas) e foi implementado para a substituição do Antonov An-26, mas suas várias variações o fizeram ter grande sucesso como transportadores de cargas comercial.
O An-72 possui seu codinome, Cheburashka, devido ao grande duto de entrada dos motores, que se parece com as grandes orelhas da popular criatura animada soviética com o mesmo nome.

## Design e Desenvolvimento
O An-72 voou pela primeira vez em 22 de Dezembro de 1977. Produzido em paralelo com o An-72, a versão An-74 possui a habilidade de voar em condições de tempo severas nas regiões polares, pois pode ser adaptado com esquis no trem de pouso, equipamento de degelo (de-ice), e inúmeras atualizações e melhorias, permitindo a aeronave auxiliar operações em locais como o Ártico ou a Antártida. Outras versões do An-72 incluem o An-72S para transporte VIP e o An-72P para patrulha marítima.
Uma característica do design do An-72 e do An-74 que não é muito usual, e o uso do efeito Coandă para melhorar a performance de decolagens e pousos, utilizando os gases expelidos pelo motor sobre a superfície superior (extradorso) da asa para aumentar a sustentação. O primeiro voo foi realizado em 31 de Agosto de 1977, mas a produção somente se iniciou nos anos 1980. O grupo moto-propulsor utilizado é o turbofan Lotarev D-36. O An-72 possui uma similaridade com o Boeing YC-14, um protótipo do início dos anos 1970 que também utilizavam motores sobre as asas e e o efeito Coandă.
A fuselagem traseira da aeronave possui uma rampa com um aerofólio que se move para trás e acima para deixar livre a entrada.
O An-72 possui excelente habilidade em pousos e decolagens de pistas curtas. Como muitos outras aeronaves soviéticas, este jato foi desenvolvido para operar em pistas irregulares, com sua poderosa estrutura inferior lidando com areia, grama ou outras superfícies não pavimentadas.
Em Janeiro de 1997 e 1998 o Rali Dakar foi auxiliado por duas aeronaves An-72. Em 1999 um total de quatro aeronaves deste tipo auxiliavam no rally.
O preço por um An-74 novo em 2006 era cotado em $17–20 milhões (dólares).[carece de fontes?]
Três protótipos do An-71 AEW foram construídos e testados, mas rejeitados em favor do Yak-44. O An-71 possuía um radar circular acima da fuselagem para vigilância, do tipo rotodome e estações para seis operadores. Existem alguns boatos que um An-71 possuía um Lift-fan RD-38A (hélice no mesmo plano horizontal da aeronave) para melhorar a performance de decolagens e pousos curtos, mas isto não foi confirmado por fontes confiáveis.

## Variações
- An-72 'Coaler-A' - Aeronave de pré-produção. Dois protótipos foram voados.
- An-72A 'Coaler-C' - Produção inicial da aeronave STOL para transporte com uma fuselagem mais longa e maior envergadura.
- An-72AT - 'Coaler-C' - Versão cargueira do An-72A compatível com contêineres de padrão internacional.
- An-72S - 'Coaler-C' - Transporte executivo VIP com uma galley embutida na parte frontal da cabine, áreas de trabalho e descanso na cabine central, e 24 poltronas na parte posterior da cabine, podendo também ser reconfigurada para transportar carga ou 38 passageiros ou ainda em versão para transporte aeromédico, carregando oito macas.
- An-74 - Versão de suporte à voos para o Árctico e Antártida, com espaço para cinco membros da equipe, maior capacidade de combustível, maior radar em um radome no nariz aumentado, melhor equipamento de navegação, melhor equipamento de degelo (de-ice), e pode ser equipado com esquis no trem de pouso.
- An-74A - Modelo para passageiros ou carga.[1]
- An-74MP - Versão para patrulha marítima. Pode transportar 44 soldados, 22 soldados com paraquedas, 16 macas com auxílio médico, ou 10 toneladas de carga.
- An-72P - Aeronave para patrulha. Armado com um canhão de 23mm GSh-23L, além de bombas e/ou foguetes.[2]
- An-74T - Versão cargueira equipada com uma manivela interna, roldanas, e pontos para alçar cargas. Pode também ser adaptada com linhas estáticas para para-quedistas ou carga.
- An-74T-100 - Variação do An-74T equipado com uma estação para o navegador.
- An-74D
- An-74-100
- An-74-200
- An-74TK - Modelo conversível para passageiro/carga que pode ser equipado para 52 passageiros, carga, ou ambos.
- An-74TK-100 - Variação do An-74TK equipado com uma estação para o navegador.[3]
- An-74TK-200
- An-74TK-200C
- An-74TK-300 - Modelo atualizado, primariamente para operadores civis com motores mais eficientes em uma posicão convencional sob as asas, sem as habilidades de STOL dos modelos mais antigos, mas mais barato em sua operação.
- An-74T-200 - Aeronave para transporte militar
- An-74T-200A - Aeronave para transporte militar
- An-74TK-300
- An-74TK-300D - Um An-74 com motores em uma posicão sob as asas.[4]
- An-74-400 - Modelo alongado proposto do An-74TK-300 com um aumento da fuselagem de 8 m, e também seria equipado com motores mais potentes.

## Operadores

### Operadores Civis
Em Agosto de 2006 um total de 51 Antonov An-72 e Antonov An-74 continuam em serviço de transporte aéreo. Os principais operadores incluem: Badr Airlines (3), Air Armenia (3), Enimex (5), Gazpromavia (12), e Shar Ink (8). Outras 17 empresas operam números menores do mesmo tipo.
 Armênia
- Air Armenia

 Estónia
- Enimex

 Letônia
- RAF-Avia

 França
- Darta

 México
- Air One

 Rússia
- Gazpromavia
- Yamal Airlines
- Aeroflot

 Sudão
- Badr Airlines

 Ucrânia
- Motor Sich Airlines
- Antonov Airlines

### Operadores Militares
Angola
- Força Aérea Nacional de Angola

 Egito
- Força Aérea Egípcia - 1 + 2 (An-74T-200A) (mais 6 em pedido)

 Geórgia
- Força Aérea da Geórgia

 Irão
- IRIAF - 4 (An-74TK-200) 7 (An-74T-200)

 Líbia
- Força Aérea Libanesa

 Moldávia
- Força Aérea da Moldávia - 2

 Peru
- Força Aérea Peruana - 2 (operados até o final dos anos 1990 e vendidos no mercado civil)

 Rússia
- Força Aérea Russa

 Ucrânia
- Força Aérea Ucraniana - 26

## Especificações (An-74)
Dados de: “The Osprey Encyclopaedia of Russian Aircraft 1875–1995”.
| Dimensões                | An-74                 |
| ------------------------ | --------------------- |
| Comprimento              | 28,07 m               |
| Envergadura              | 31,89 m               |
| Altura                   | 8,65 m                |
| Área da asa              | 98,62 m²              |
| Teto Operacional         | 11.800 m              |
| Peso Vazio               | 19.050 kg 42.000 lbs  |
| Peso Máximo de Decolagem | 34.500 kg 76.058 lbs  |
| Velocidade Máxima        | 509 km/h 317 mph      |
| Alcance com Carga Máxima | 4.325 km              |
| Velocidade Máxima        | 700 km/h              |
| Velocidade de Cruzeiro   | 550/600 km/h          |
| Motores                  | Lotarev D-36 série 1A |
| Número de Motores        | Dois                  |
| Empuxo                   | 63,9 kN 14.330 lbf    |
| Tripulação Técnica       | Cinco                 |

### Desenvolvimento Relacionado
- Antonov An-71

### Aeronaves Similares
- Boeing YC-14
- McDonnell-Douglas YC-15

### Outros
- Efeito Coandă